# TSV Rot-Weiss Lörrach
Der TSV Rot-Weiss Lörrach ist mit rund 1000 Mitgliedern der zahlenmäßig zweitgrößte Sportverein in Lörrach. Der eingetragene Mehrspartensportverein hat seinen Sitz am Grüttpark-Stadion. Der Verein organisiert sich in zwölf Abteilungen und bietet neben dem Hauptverein die Sportdisziplinen Billard, Boxen, Judo, Karate, Fußball, Handball, Tennis, Turnen, Tanz, Rollsport und Schwimmen an.

## Geschichte

### Vereinsgeschichte
Der Verein versteht sich als Nachfolger des 1862 gegründeten TV Lörrach 62, welcher zur Zeit des Nationalsozialismus gleichgeschaltet und somit aufgelöst wurde. Diverse Bemühungen hatten nach dem Zweiten Weltkrieg das Ziel, den Verein wieder zu reaktivieren, was jedoch von den Besatzern nicht genehmigt wurde.

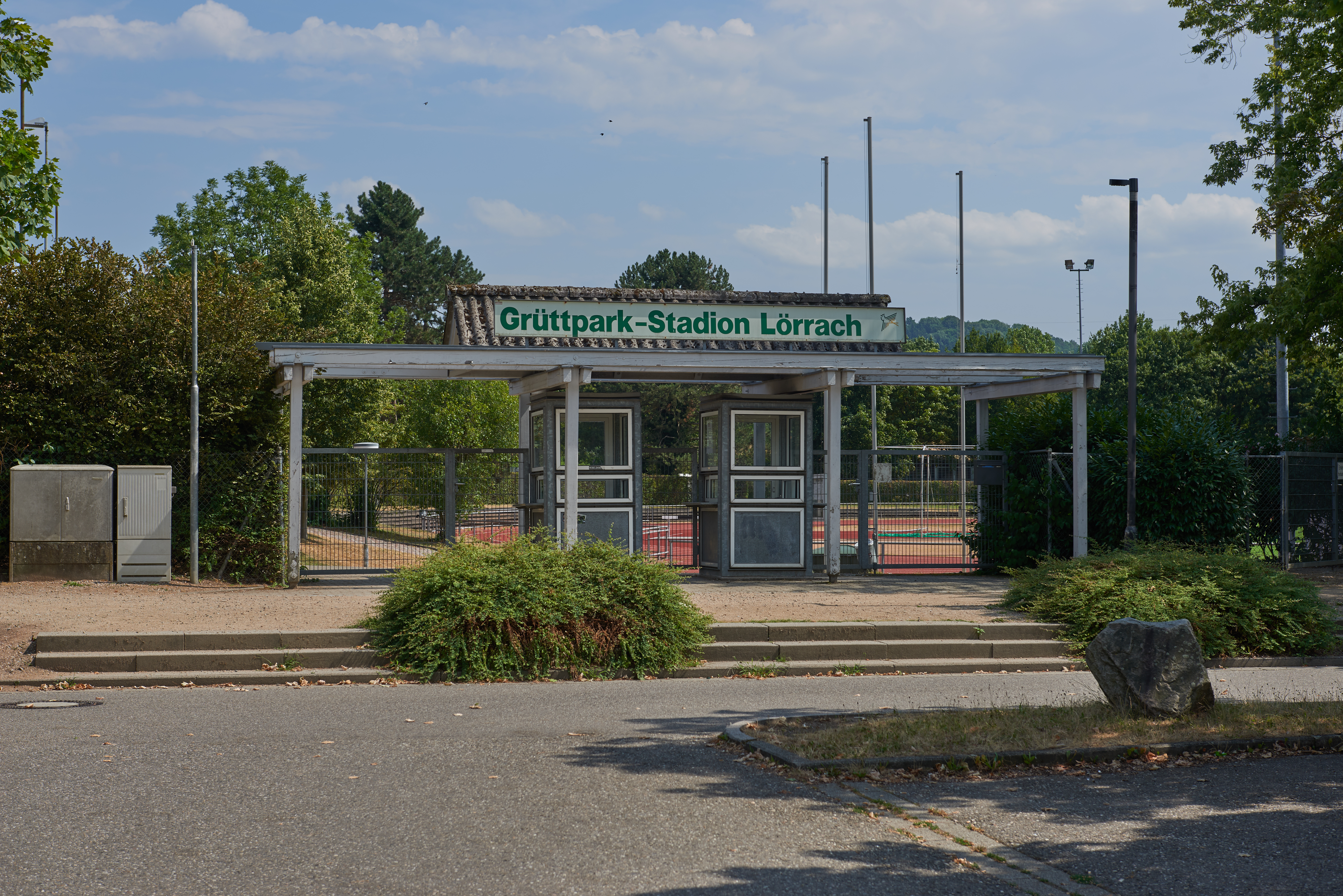
Haupteingang des Grüttpark-Stadions

Nach intensivem Widerstand der französischen Besatzer wurde am 24. Januar 1946 schlussendlich der Antrag für ein Handballspiel genehmigt. Dieses Spiel wurde am 3. Februar 1946 gegen Brombach mit 7:3 gewonnen. Neben dem Handball wurde von den Besatzern im März desselben Jahres auch die Leichtathletik wieder zugelassen. Am 7. April 1946 organisierte Clemens Fabrizio mit den Waldläufen im Homburger Wald von Lörrach die erste Veranstaltung der Leichtathleten in der französischen Zone Badens. Am 21. Mai 1946 konnte die Genehmigung für eine Sportvereinsgründung errungen werden.
Am 1. Juni 1946 kamen erstmals wieder Schweizer Sportler der Sport-Sektion von CIBA Basel nach Deutschland und beteiligte sich in Lörrach an einem Sportfest mit Handball und Leichtathletik. Einen Tag später am 2. Juni 1946 kamen im Lörracher Stadttheater 302 Personen zusammen und es erfolgte die Gründung des Sportclub Rot-Weiss Lörrach mit Walter Krauss als erstem Vorsitzenden. Bei der ersten Vorstandssitzung wurde der Name in Sportverein abgeändert. Dabei wurden die Farben des TV 62 sowie das Vereinsrecht für den Rot-Weiss Lörrach übernommen. Diese waren weiß mit einem roten Brustring.
Aufgrund der Initiative des TSV Lörrach wurde 1966 das Grüttpark-Stadion erbaut, welches die ersten 20 Jahre noch Rot-Weiß-Stadion hieß.

### Fußball
Die erste Fußball-Mannschaft stieg zur Saison 1949/50 in die zu dieser Zeit zweitklassige Landesliga Südbaden auf. Mit 27:25 Punkten konnte der Verein dann über den sechsten Platz auch die Klasse halten. Zur nächsten Saison ging der Verein dann in die drittklassige 1. Amateurliga Südbaden über, dort schloss die Mannschaft die Spielzeit dann mit 30:30 Punkten über den 12. Platz ab. Es gab aber eine starke Bewegung innerhalb der Abteilung, die den alten FV Lörrach 02 wieder auferstehen ließen, nachdem dies wieder möglich war.
Nach der Saison 1952/53 verschwand die Mannschaft von RW dann aus der Liga.
Mindestens ab der Saison 2003/04 spielte eine Mannschaft des TSV in der Kreisliga A Hochrhein und belegte am Ende der Spielzeit dort mit 56 Punkten den dritten Platz. Nach der Saison 2005/06 musste die Mannschaft dann mit nur 21 Punkten als Tabellenletzte in die Kreisliga B absteigen. Die erste Saison eine Klasse tiefer schloss der TSV die Saison mit 38 Punkten auf dem sechsten Platz ab. Nach der Saison 2008/09 gelang dann schließlich die Meisterschaft und damit auch der Wiederaufstieg in die Kreisliga A. Ab der Saison 2013/14 spielte der Verein dann in einer Spielgemeinschaft mit dem FV Tumringen 1910. In der ersten Saison zusammen stieg die SG dann mit 30 Punkten über den 10. Platz wieder in die Kreisliga B ab. Nach der Saison 2014/15 ging es mit nur 6 Punkten dann nochmal ein weiteres Mal runter in die Kreisliga C. Ab der nächsten Saison trat dann Tumringen wieder alleine an, von RW wurde keine Mannschaft mehr gemeldet.

### Handball
Vorläufer der Handballabteilung des TSV Rot-Weiss Lörrach sind Turnverein 1862 Lörrach, Turnerbund 1884 Lörrach und Freie Turner 1905 Lörrach.
Die ersten Spuren des Handballs in Lörrach finden sich Anfang der Zwanziger-Jahre in den beiden Lörracher Gymnasien. Die jungen Schüler wollten die neue Sportart aber auch außerhalb des Schulbetriebs und vor allem nach Beendigung der Schulzeit pflegen.
Der Arbeiter-Turn- und Sportverein Freie Turnerschaft Lörrach 1905 nahm in seinem Turn- und Sportprogramm ab 1924 auch Handball auf. Bei einem Lehrgang der Bezirksspielwarte in Frankenthal wurden die Teilnehmer, u. a. der spätere Bürgermeister von Lörrach, Karl Arzet mit den Spielregeln des Handballs bekannt gemacht. Kurz davor war die Aufnahme des Handballspiels in den Turn- und Sportbetrieb der Vereine des Arbeiter-Turn- und Sportbundes im X. Kreis, welcher Baden und Pfalz umfasste, beschlossen worden. Im 1. Bezirk (Lörrach) begann die Durchführung der Serienspiele im Frühjahr 1925 mit den Vereinen Lörrach, Grenzach, Weil, Rheinfelden, Friedlingen und Schopfheim.
Im selben Jahr setzte man sich auch im Turnverein 1862 Lörrach und im Turnerbund Lörrach zusammen, um das Handballspiel in den Turnvereinen zu installieren. Mit Georg Schmidt beim TV Lörrach und Georg Reiss beim TB Lörrach fanden sich geeignete Leute. Somit wurde in drei Vereinen der Stadt auch ein Spielbetrieb im Feldhandball aufgenommen.
Der Nachfolgeverein SV Rot-Weiss Lörrach wurde in den Jahren 1947, 1948 und 1952 südbadischer Feldhandballmeister und durch einen Sieg im Endspiel gegen Tübingen (8:6 auswärts und 7:4 zu Hause) im Jahr 1948 Meister der Südzone. Im Endspiel um die Meisterschaft der Französischen Zone unterlag man danach der TSG Haßloch: auswärts mit 7:11 Toren und mit einem Unentschieden von 11:11 Toren im Rückspiel in Lörrach vor mehreren Tausend Zuschauern.
1953 folgte dann die erste südbadische Meisterschaft im Hallenhandball in einem Turnier in der Markthalle von Donaueschingen vor FT 1844 Freiburg und Freiburger FC. Die Gesamtbadische Meisterschaft wurde in der Holzhalle in Karlsruhe ausgetragen, mit Niederlagen gegen TSV Rot mit 0:6 Toren, gegen VfB Mühlburg mit 5:8 Toren und einem Sieg gegen SV Niederbühl mit 8:6 Toren. Mit der südbadischen Hallenmeisterschaft 1962 qualifizierte sich der RWL für die süddeutsche Meisterschaft, wo in der Vorrunde von Ulm nach Niederlagen gegen Frisch Auf Göppingen mit 6:10 Toren und gegen TSV Zirndorf mit 4:9 Toren sowie einem Sieg gegen TSV St. Leon-Rot mit 8:2 Toren eine Entscheidungsrunde fällig wurde und mit Siegen gegen TSV Zirndorf mit 3:1 Toren und St. Leon mit 5:3 Toren der 2. Platz erreicht wurde. Damit war man für die Endrunde in München qualifiziert, wo es aber drei Niederlagen gab gegen Frisch Auf Göppingen mit 3:14 Toren, gegen TSV Ansbach mit 8:18 Toren und gegen TB Eßlingen mit 8:11 Toren. Mit jeweils 12 Toren wurden der Göppinger Edwin Vollmer und der Lörracher Gerhard Schwab Torschützenkönig.

#### Internationales Handball-Pfingstturnier um den Grenzlandpokal
Bereits vor dem Zweiten Weltkrieg bestanden zahlreiche sportliche Verbindungen zwischen Vereinen aus Basel und Lörrach, namentlich Turnverein Kleinbasel, Rotweiss Basel, Turnverein Lörrach und Turnerbund Lörrach. Letzterer wurde bis 1933 vom schweizerischen Staatsbürger Fritz Buser geleitet. Diese Beziehungen kamen während des Krieges vollständig zum Erliegen.
Nach ersten grenzüberschreitenden Sportbegegnungen im Handball und in der Leichtathletik im Jahr 1946 und den sportlichen Erfolgen des Rot-Weiss Lörrach im Feldhandball hatte Max Rinkenburger die Idee, ein internationales Handballturnier in Lörrach zu begründen. Im Herbst 1949 trafen sich nach einer Sportveranstaltung in der Basler Mustermesse zu diesem Zweck die vier Sportkameraden Max Rinkenburger, Willy Joos und Fritz Gisy von Rot-Weiss Lörrach und Gottfried Weber von Rotweiss Basel im gegenüberliegenden Restaurant Warteck.
Das erste internationale Nachkriegsturnier fand an Pfingsten 1950 statt. Erster Turniersieger war die Schweizer Mannschaft von TV Unterstrass Zürich. Der Sportfotograf Hanns Apfel schreibt in der Handballzeitung: „Das Grenzland-Pokalturnier an Pfingsten wird zu einer Brücke der Verständigung“. Auch die französische Militärregierung unterstützte die Veranstaltung als einen wichtigen Beitrag zur Völkerverständigung. In den folgenden Jahren nahmen 152 Handballmannschaften aus sieben Nationen an dem Turnier teil.
Bis zum Mauerbau 1961 gewannen mit BSG Lokomotive Südost Magdeburg, SC Lokomotive Leipzig, ASK Vorwärts Berlin und SC DHfK Leipzig vier Teams aus der DDR den Grenzlandpokal. 1952 schreibt die Badische Zeitung: „Allen politischen Wirren zum Trotz waren auch die Mannschaften der Ostzone, BSG Motor Eisenach und Motor Magdeburg, zum Turnier erschienen.“
Im Jahr 1958 meinte RWL-Vorstand Fritz Gisy beim Stadtempfang im Rathaussaal: „Für die Sportler gibt es keinen Eisernen Vorhang!“ Die Mannschaft von SC Lokomotive Leipzig gewann den Grenzlandpokal mit einem 11:8 Endspielsieg gegen VfL Gummersbach. Prominentester Spieler der Leipziger war Peter Kretzschmar, der vielfache DDR-Nationalspieler und spätere Trainer der Frauen-Nationalmannschaft sowie Vater des 218-fachen Nationalspielers Stefan Kretzschmar.
Im Endspiel von 1960 standen sich die beiden Berliner Mannschaften aus Ost und West gegenüber: Der Armeeclub ASK Vorwärts Berlin gewinnt gegen den Berliner SV 1892 überlegen mit 22:8 Toren. Beide Mannschaften, deren Sportgelände nicht weit voneinander liegen, legten etwa 1750 km zurück, um sich im südbadischen Lörrach sportlich zu messen. Ein „politischer Eklat“ war das Tragen des sogenannten Spalterabzeichens auf den Trikots und Wimpeln der DDR-Mannschaften aus Leipzig und Berlin. Es gab ein deutschlandweites Medienecho, obwohl der Veranstalter das zu vermeiden suchte, denn vor dem Stadion wurde auf das übliche Hissen der Länderfahnen der fünf beteiligten Nationen verzichtet, und es wehten fünf Fahnen der Stadt Lörrach. Dennoch war erstklassiger Handballsport geboten, kein Wunder, denn es spielten insgesamt 23 Nationalspieler an diesem Turnier.
1961 dann der letzte DDR-Sieg durch SC DHfK Leipzig mit dem Nationalspieler und späteren Nationaltrainer Paul Tiedemann.
Während über 50 Jahren machte das Turnier auch regeltechnisch und organisatorisch einen Wandel durch. Vor allem zu Zeiten des Großfeldspiels gab es verschiedene Regeltest unter den Augen der Vertreter der Internationalen Handballföderation mit ihrem Sitz im benachbarten Basel und dem späteren Generalsekretär und Turniergründers Max Rinkenburger. Bereits beim ersten Turnier wurde auf das bisher übliche Abseits verzichtet und die gestrichelte Freiwurflinie eingeführt. In den folgenden Jahren gab es Änderungen in den Distanzen von Wurfkreis, Strafwurf- und Freiwurflinie. 1956 wurde während des Turnierverlaufs mit gutem Erfolg eine neue Abseitsregel getestet, nämlich die Drittelung des Spielfeldes, die besagt, dass jeweils nur sechs Angreifer und Abwehrspieler die Zone vor dem Tor betreten dürfen. Mit dem Niedergang des Großfeldspiels wurde 1971 das Turnier erstmals auf zwei Kleinfeldern mit den Maßen aus der Halle ausgetragen. Mit Fangnetzen hinter den Toren wollte man das Hallenspiel im Freien kopieren. Von Jahr zu Jahr wurde der Platzaufbau verfeinert, was bei den teilnehmenden Mannschaften großen Anklang fand. Zum 25. Jubiläumsturnier entschloss sich der Ausrichter nochmals zu einem Großfeldturnier einzuladen. Allerdings war es nicht so einfach wie erwartet, die bisherigen Turniersieger zusammenzubekommen, denn prominente Teams mussten absagen, einmal aus terminlichen Gründen, zum andern, weil kein großes Interesse am Großfeldhandball mehr bestand.

## Erfolge der einzelnen Sektionen
Der Verein versteht sich als Nachfolger des 1862 gegründeten TV Lörrach 62 und steht in dessen Tradition. Der Verein konnte in mehreren Disziplinen deutschlandweit Erfolge erzielen wie beispielsweise einen vierten Platz über 3-mal 1000 Meter bei den Deutschen Leichtathletikmeisterschaften 1951 in Düsseldorf.
Bei den Deutschen Meisterschaften der Masters 2019 in Karlsruhe erreichten Schwimmer des RWL in unterschiedlichen Disziplinen die Plätze 5, 7 und 9. Anja Friedrich erreichte unter anderem zwei zweite Plätze bei den Deutschen Meisterschaften und holte vier Titel bei den Baden-Württembergischen Meisterschaften. Ulrich Schier erreichte in seiner Altersklasse zwei Deutsche Meisterschaften, drei Baden-Württembergische Titel sowie darüber hinaus fünf Badische Meisterschaften.
Die Sektion Karate wird von Antimo Pascarella geleitet, zu dessen Erfolgen unter anderem vier erste Plätze (2006, 2011, 2012 und 2014) in der Landesmeisterschaft Kata Ü 30 gehören. Er wurde von der Stadt Lörrach achtmal zum Sportler des Jahres ernannt und zwar 2006 und 2011 sowie jährlich von 2012 bis 2018. Seine Schülerin Stefanie Lüthe wurde 2014 und 2015 Deutsche Meisterin im Kata Ü 30.